# Église Saint-Martin de Tayac
L'église Saint-Martin de Tayac est une église médiévale, protégée par les monuments historiques, situé dans la commune des Eyzies (ancienne commune des Eyzies-de-Tayac-Sireuil), dans le département français de la Dordogne.

## Localisation
L'église est située dans la rue de Tayac, au lieu-dit de Tayac sur l'ancienne commune des Eyzies-de-Tayac-Sireuil et l'actuel territoire des Eyzies, dans le département de la Dordogne, en région Nouvelle-Aquitaine, en France. Elle fait partie de la paroisse Notre-Dame de Capelou, dans le diocèse de Périgueux et Sarlat.

## Historique
L'église est édifiée aux XIIe siècle et XIIIe siècle et est dédiée à saint Martin.
L'église est classée au titre des monuments historiques par arrêté du 10 avril 1895.

## Architecture

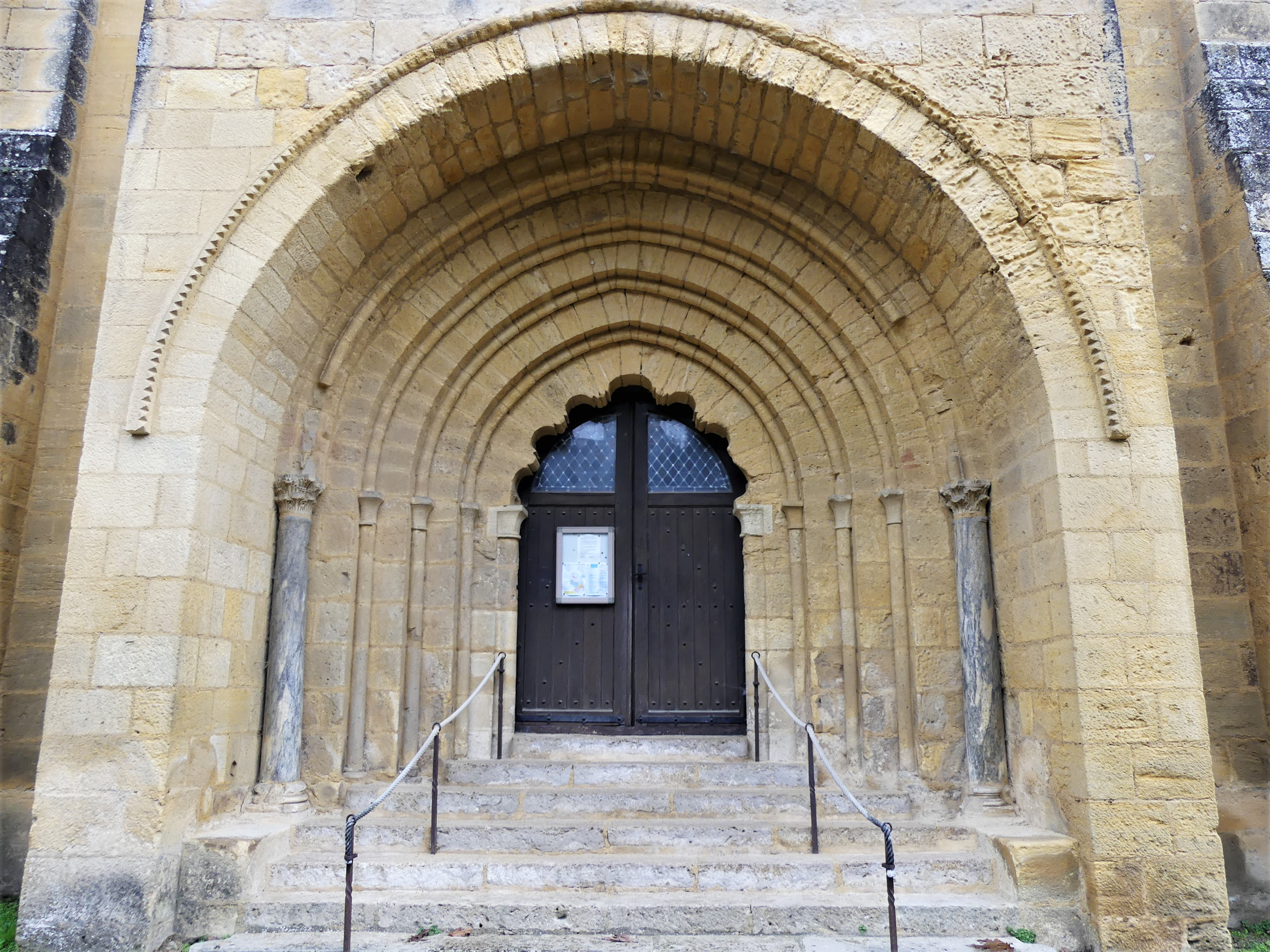
Le portail

L'édifice est une église romane fortifiée à la fin du Moyen Âge, comme en témoignent les tourelles, mâchicoulis, ainsi qu'une plateforme d'observation au sommet.

### Extérieur
Le portail, pratiqué en avant-corps en saillie de 1,5 mètre, est de style roman, à voussure festonnée et archivolte en dents de scie et s'intègre dans une façade fortifiée au sommet de laquelle se trouve une plateforme destinée a accueillir les défenseurs. Une des archivoltes repose sur deux colonnettes en marbre gris aux chapiteaux en marbre blanc.
Le clocher-mur fortifié, édifié en moyen appareil, est percé en son sommet de trois baies romanes en ogives derrière lesquelles se trouvent les cloches. Un deuxième mur de 3 mètres d'épaisseur et d'une hauteur d'environ 20 mètres, se trouve du côté du chevet et accueille également une plateforme de guet. Ce mur a son parement décoré de quatre arcatures ogivales servant d'arcs de décharge.
Deux escaliers sont dissimulés dans l'épaisseur des murs et l'un permet d'accéder à la voûte de la nef, l'autre à la plateforme du sommet.

### Intérieur
La nef à charpente apparente, entourée de deux bas-côtés, s'inscrit dans un rectangle de 24 x 10 mètres. Des archivoltes en arc brisé retombant sur des piliers octogonaux sans décorations séparent la nef et les bas-côtés. Les façades sont rythmées par des fenêtres ébrasées simples et étroites, ressemblant à des meurtrières, de 20 centimètres de largeur sur l'extérieur dont le cintre est taillé dans une seule pierre.
L'accès au chœur se fait par quatre marches et abrite un autel en marbre de style gothique.

## Mobilier
L'église contient quelques objets mobiliers protégés à titre objet des monuments historiques. Ainsi, diverses statues sont inscrites en 1995: une statue de saint Martin du XVIIIe siècle en bois polychrome, 3 statues représentant le calvaire (Christ en croix, Vierge de douleur, saint Jean l’Évangéliste), situées dans le chœur, du XIXe siècle, en fonte peinte, un Christ au sacré cœur, du XIXe siècle, en fonte peinte, deux statues de la Vierge immaculée, en fonte peint.
Des fonts baptismaux ainsi que leur clôture, en fonte, du XIXe siècle sont également inscrits à titre objet en 1995.

## Galerie

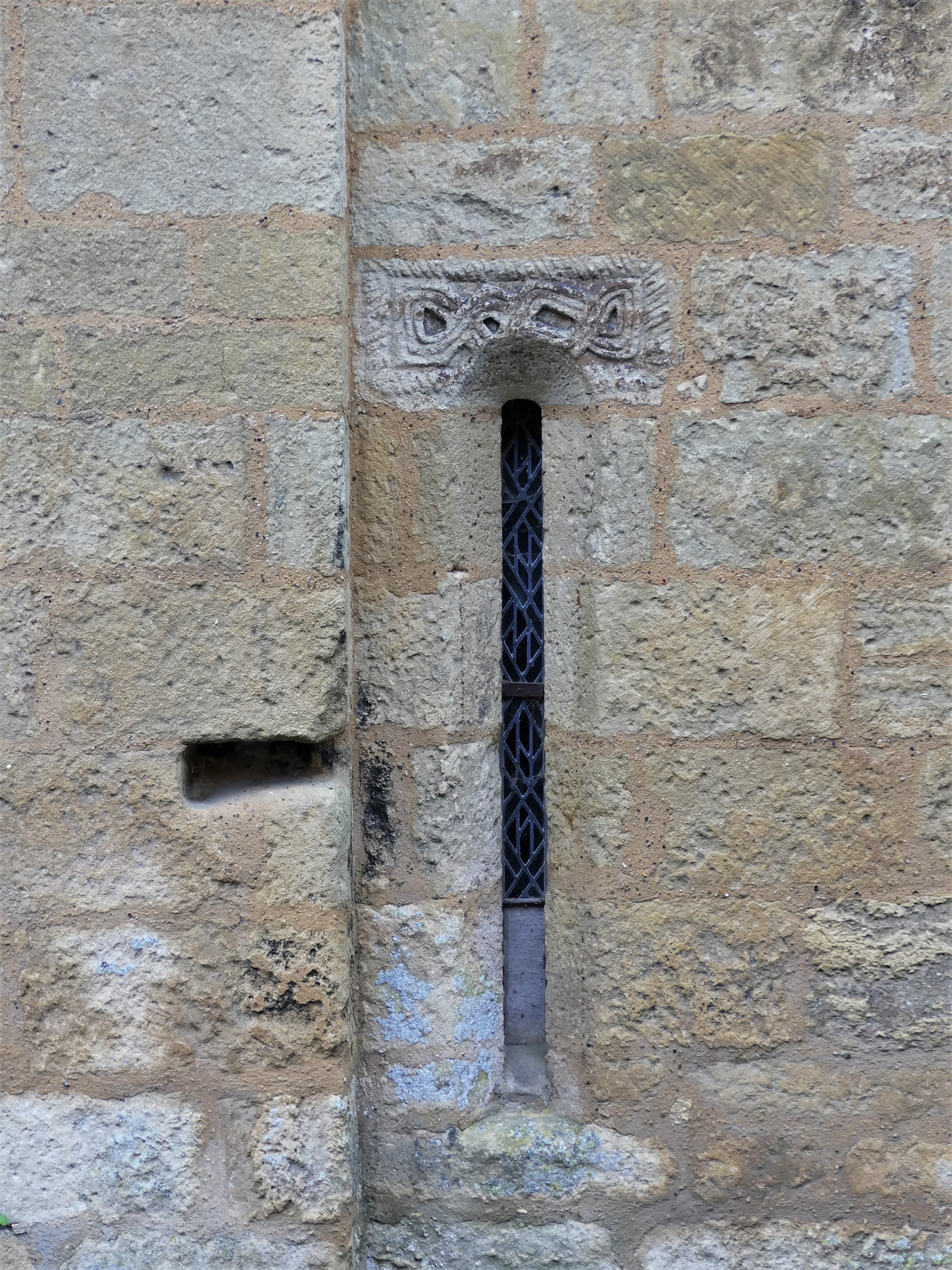
Détail d'une fenêtre
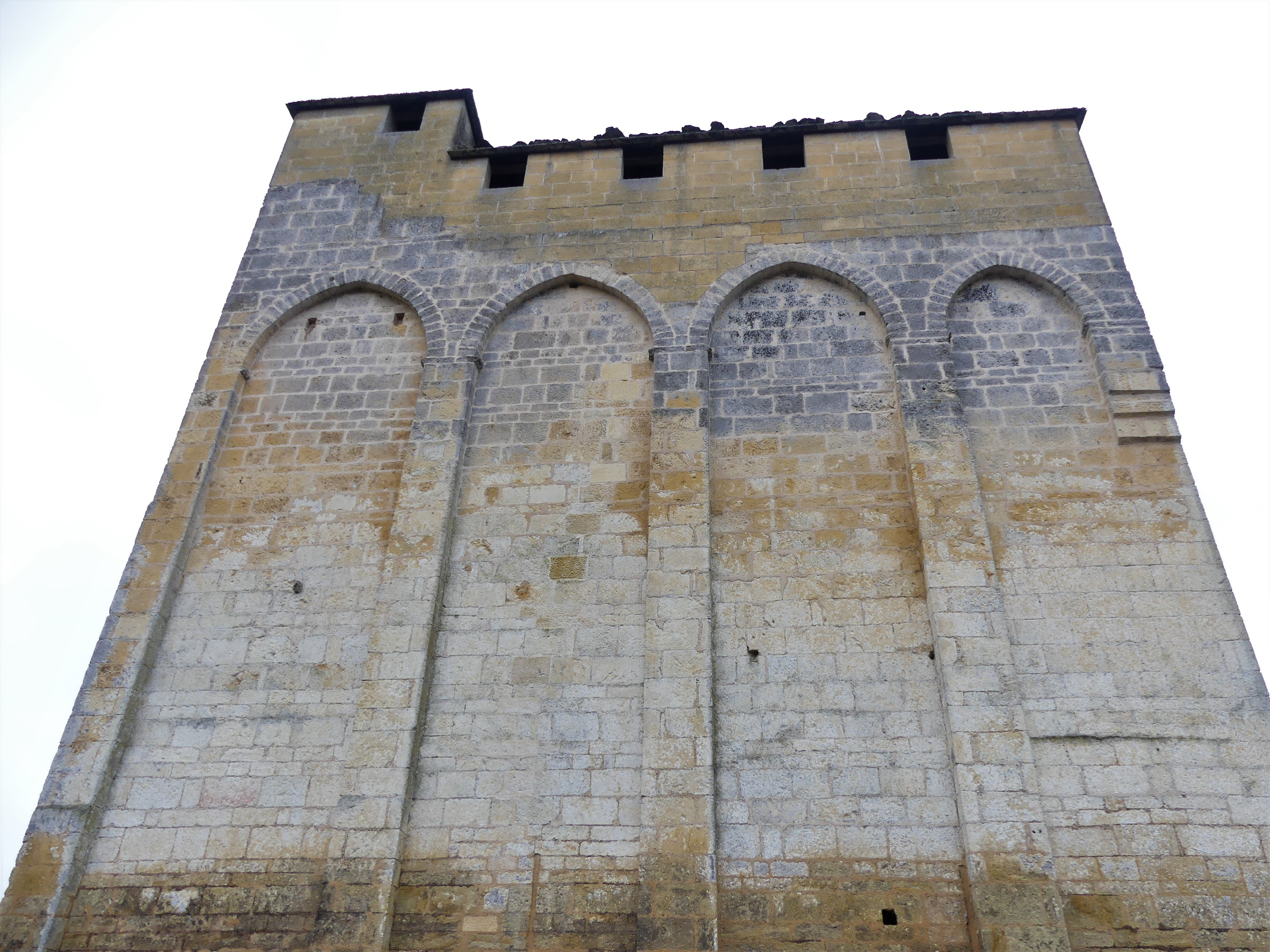
Mur du chevet
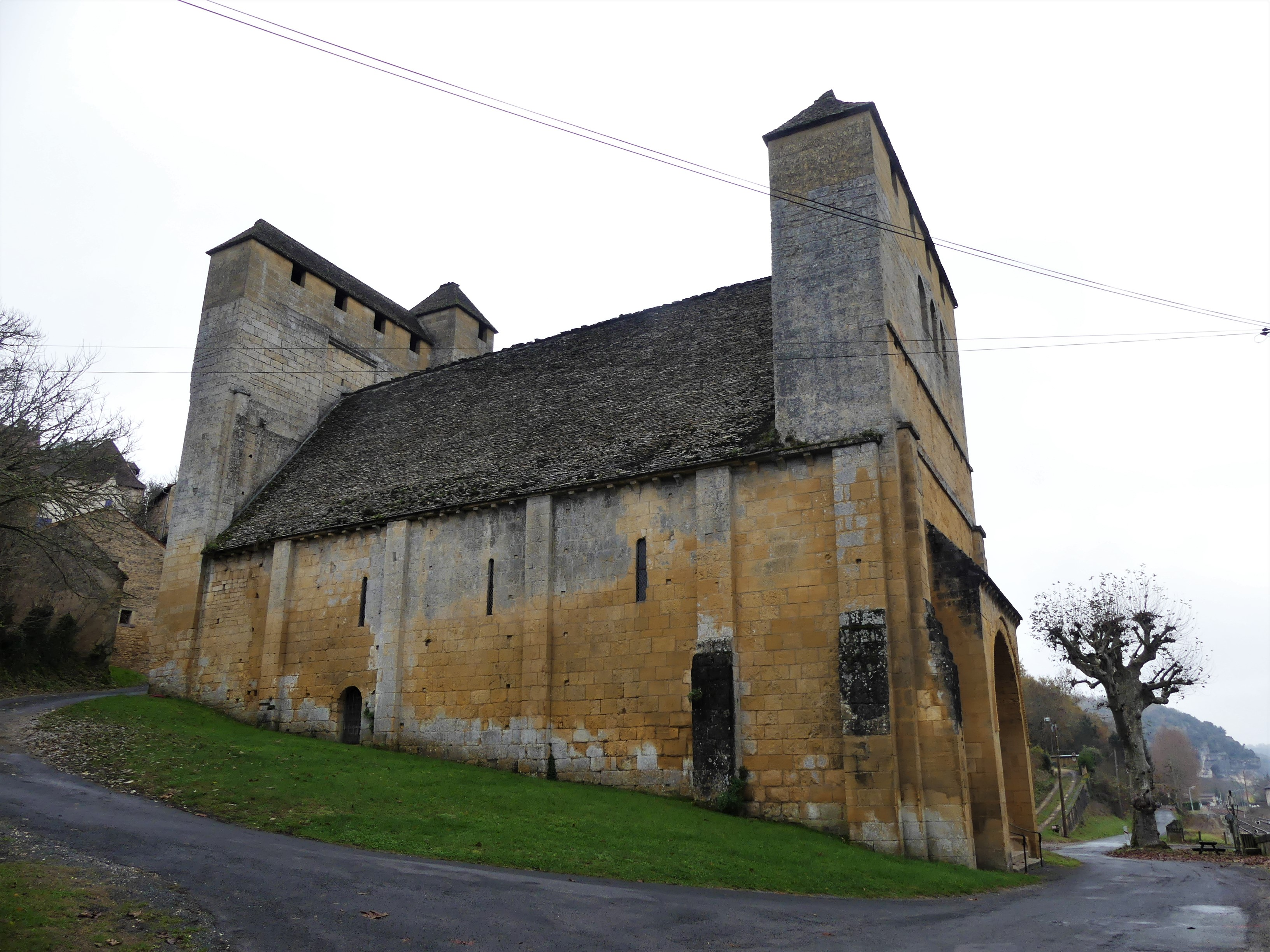
Autre vue générale
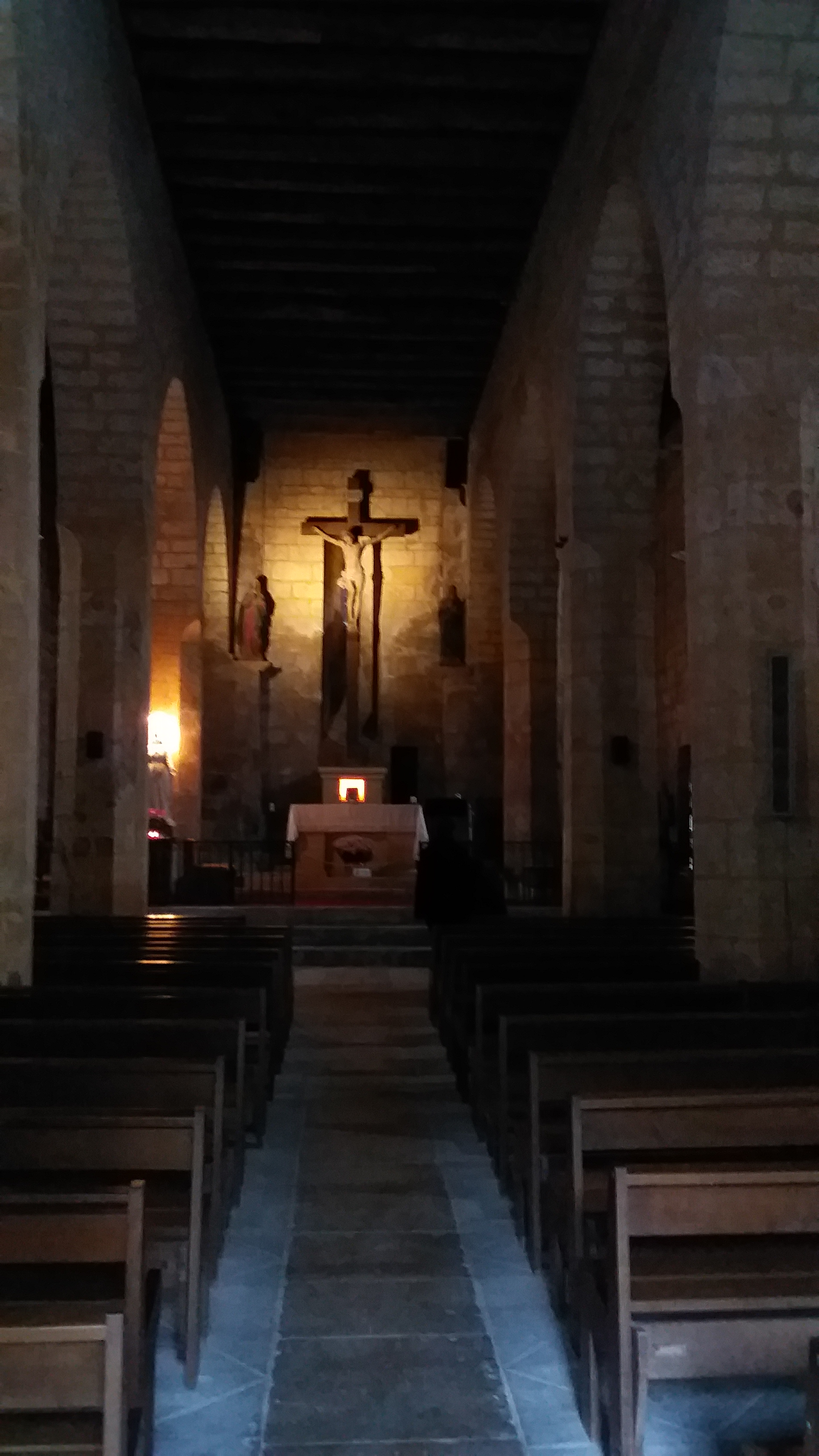
Intérieur
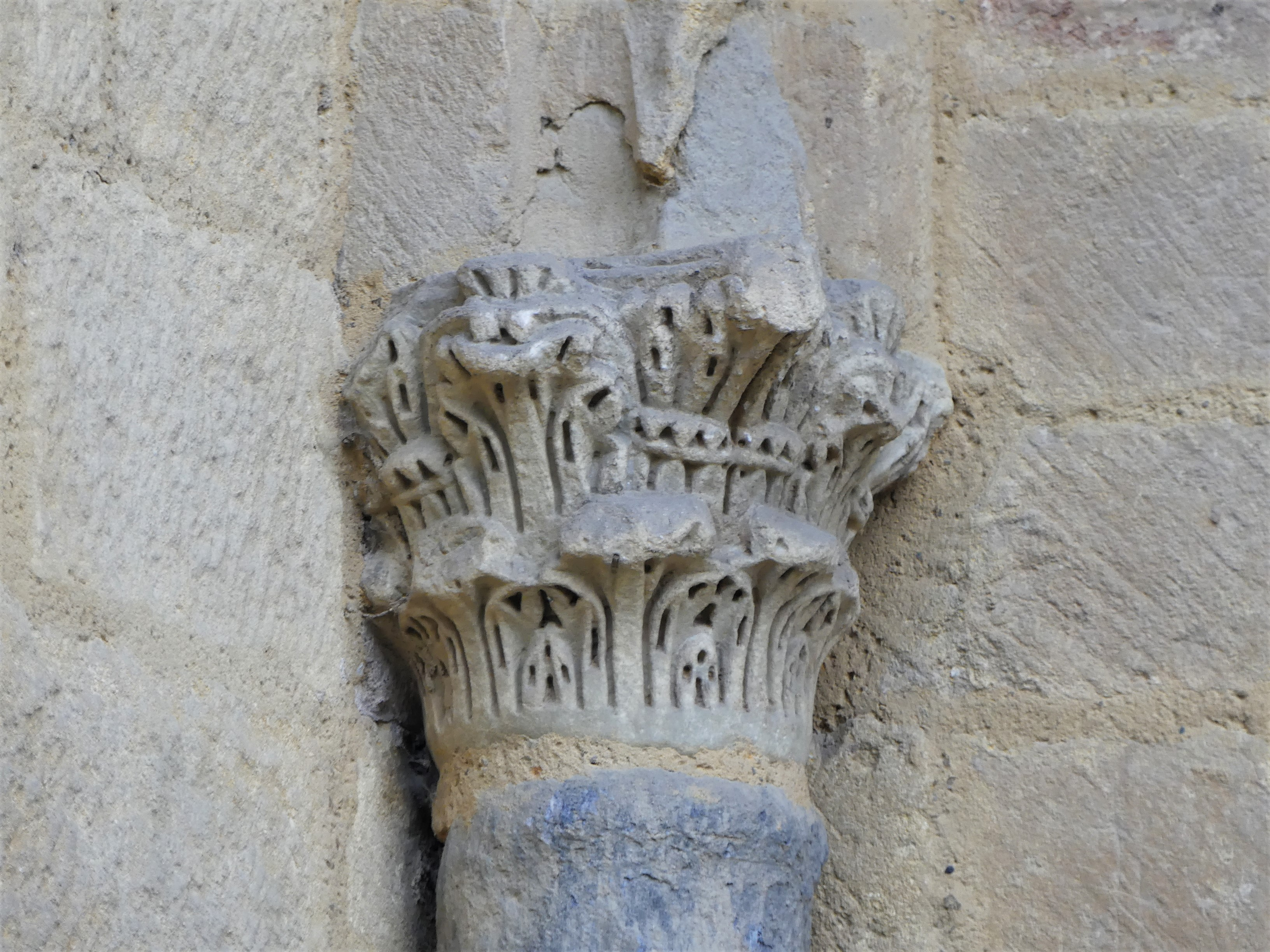
Chapiteau de colonnette du portail